# Cumengeïta
La cumengeïta és un mineral de la classe dels halurs. Rep el seu nom d'Édouard Cumenge (1828-1902), enginyer de mines francès a Boleo, Mèxic.

## Característiques
La cumengeïta és un halur de fórmula química Pb₂₁Cu₂₀Cl₄₂(OH)₄₀(H₂O)₆. Cristal·litza en el sistema tetragonal. La seva duresa a l'escala de Mohs és 2,5.
Segons la classificació de Nickel-Strunz, la cumengeïta pertany a «03.DB: Oxihalurs, hidroxihalurs i halurs amb doble enllaç, amb Pb, Cu, etc.» juntament amb els següents minerals: rickturnerita, diaboleïta, pseudoboleïta, boleïta, bideauxita, cloroxifita, hematofanita, asisita, parkinsonita, murdochita i yedlinita.

## Formació i jaciments
Va ser descoberta al districte de El Boleo, a Santa Rosalía, al municipi de Mulegé, a l'estat de Baixa Califòrnia Sud, Mèxic. Es tracta d'un mineral secundari que es pot confondre amb la diaboleïta, també descoberta en el mateix indret que aquest mineral. Als territoris de parla catalana ha estat descrita a les mines Albertito i Tres Hermanos, ambdues al municipi de L'Argentera (Baix Camp).